# Jampil (Doněcká oblast)
Jampil (ukrajinsky Ямпіль, rusky Ямполь – Jampol) je sídlo městského typu v Doněcké oblasti na Ukrajině. Žije zde přibližně 1 900 obyvatel, K roku 2011 měl přes dva tisíce obyvatel.

## Poloha a doprava
Jampil leží na mrtvém rameni na severní, levé straně Severního Doňce. Od Lymanu, správního střediska bývalého rajónu, je vzdálen přibližně deset kilometrů jihovýchodně, od Kramatorsku, od roku 2014 de facto správního střediska celé oblasti, přibližně třicet pět kilometrů severovýchodně. Doněck se nachází sto kilometrů na jih.
Severovýchodně od města prochází železniční trať Charkov–Horlivka, která zde má nádraží.

## Dějiny
První zmínka o Jampilu je z roku 1665. Od roku 1938 má status sídla městského typu. Od 29. dubna 2022 do konce září téhož roku byl pod kontrolou samozvané Doněcké lidové republiky.